# Gic
Gic es un pueblo ubicado en el distrito de Pápa, en el condado de Veszprém, Hungría.

## Superficie
Posee una superficie de 19,68 kilómetros cuadrados.

## Demografía
Hasta 2019 la población era de 360 habitantes, con una densidad de población de 18,29 habitantes por kilómetro cuadrado.